# Edme Gaulle
Edme Gaulle es un escultor francés nacido en Langres (Haute-Marne) en 1762 y fallecido en París en enero de 1841. 

## Biografía
Comenzó a estudiar dibujo con Francois Devosge en la escuela de Dijon, después asistió a los cursos de Jean Guillaume Moitte en la École des Beaux-Arts de París. Obtuvo el segundo gran premio de escultura en 1799 con la obra: Pericles visita a Anaxágoras, y el primer premio de escultura (Premio de Roma) en 1803 con la obra:Ulysse reconocido por su nodriza Euryclée, pero la guerra va a impedir su marcha a Roma.
Formó parte, con François Rude, de los treinta escultores encargados de ejecutar la decoración de la colomna de la Gran Armada en la place Vendôme de París.
Fue consultado como experto para la restauración del bajo relieve del frontón del Panteón de París, realizado por David de Angers en 1830. En efecto, este frontón, ejecutado inicialmente por su maestro Moitte en 1793, fue parcialmente destruido en 1822, y Edme Gaulle había ayudado a conservar los fragmentos. Además había realizado múltiples cróquis del frntón antes de su destrucción, que no consiguió impedir a pesar de sus esfuerzos.
En 1831, fue nombrado inspector conservador del Dépôt des marbres del Ministerio de Obras públicas, en la Île des Cygnes, fundado por Colbert.

## Principales obras
- una estatua de mármol de Luis XVI de rodillas, para la Basílica de San Denís : Figuras orantes de María Antonieta de Austria y Luis XVI (encargo de Luis XVIII en 1816 , a Edme Gaulle y a Pierre Petitot, realizada en 1830).
- un busto de Claude Perrault
- l'Étude de la nature, bajorrelieve para un proyecto de fuente en la Plaza de la Bastilla
- dos fuentes en forma de cabeza de toro, en bronce, que se encuentran en el n.º 8, rue des Hospitalières-Saint-Gervais, sobre un batimento que perteneció originalmente al pabellón de carnicería del mercado de Blancs Manteaux, y que fue convertido posteriormente en escuela.

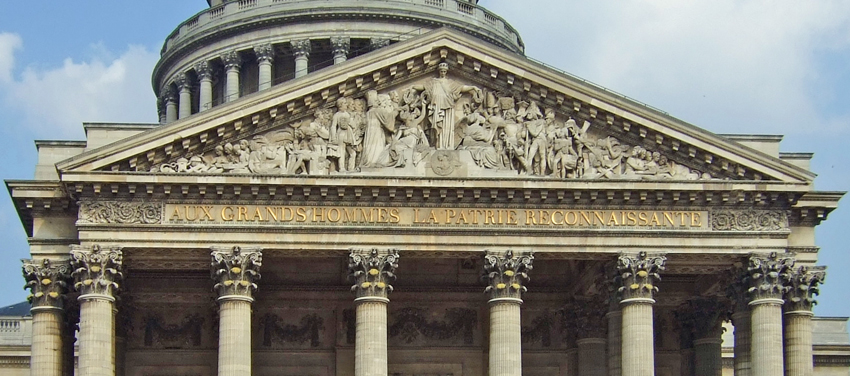
La Patria coronando a los hombres ilustres, bajo relieve del frontón del Panteón de París.
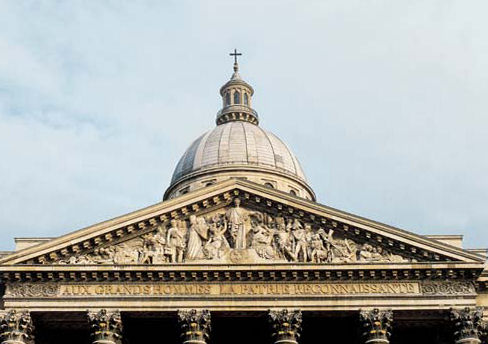
Frontón donde está inscrito el lema del Panteón
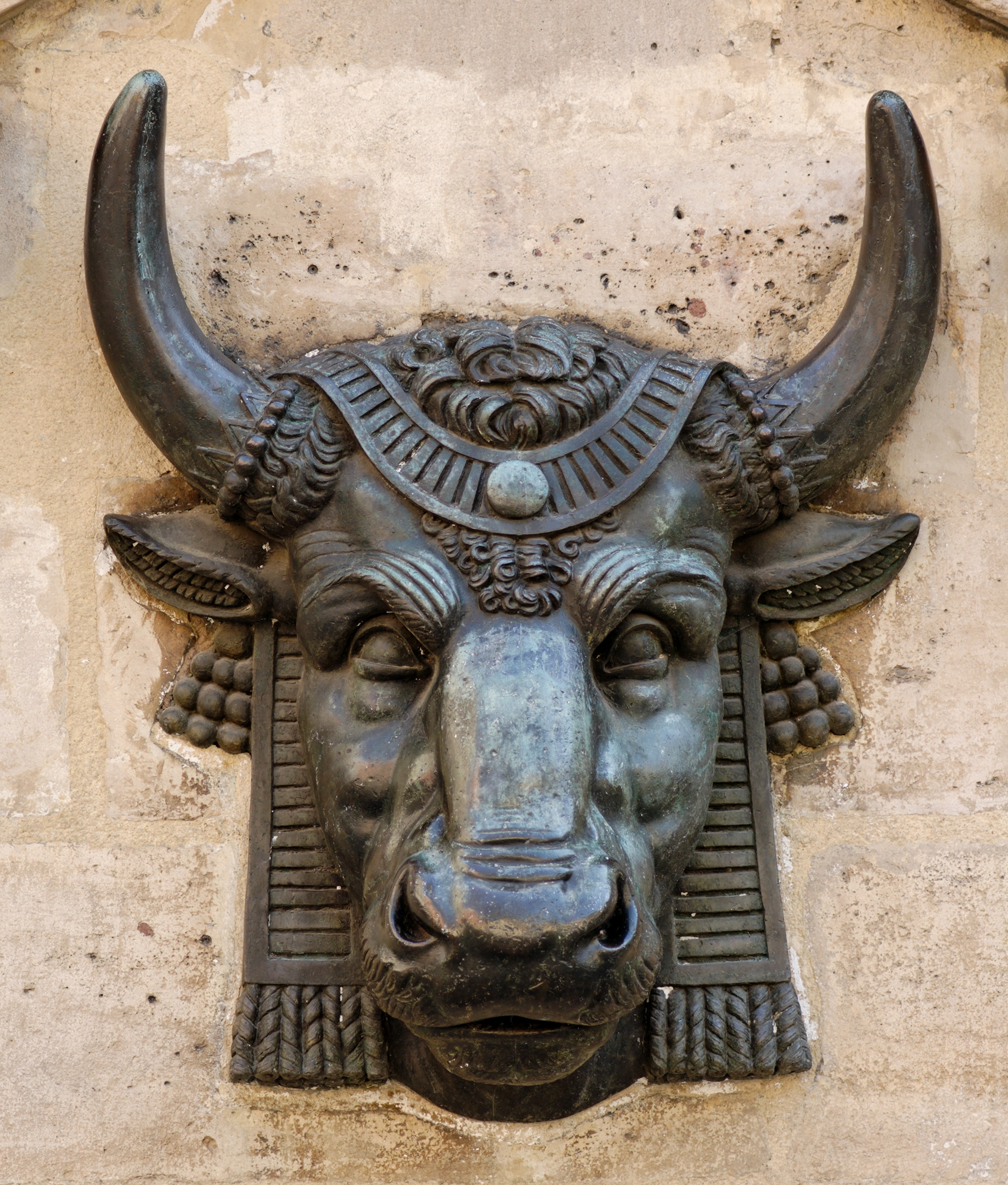
Cabeza de toro, bronce, boca de la fuente del mercado de Blanc-Manteaux de París, por Edme Gaulle (Francia, 1762-1841), 1819. H. 19 cm (7 ¼ in.)
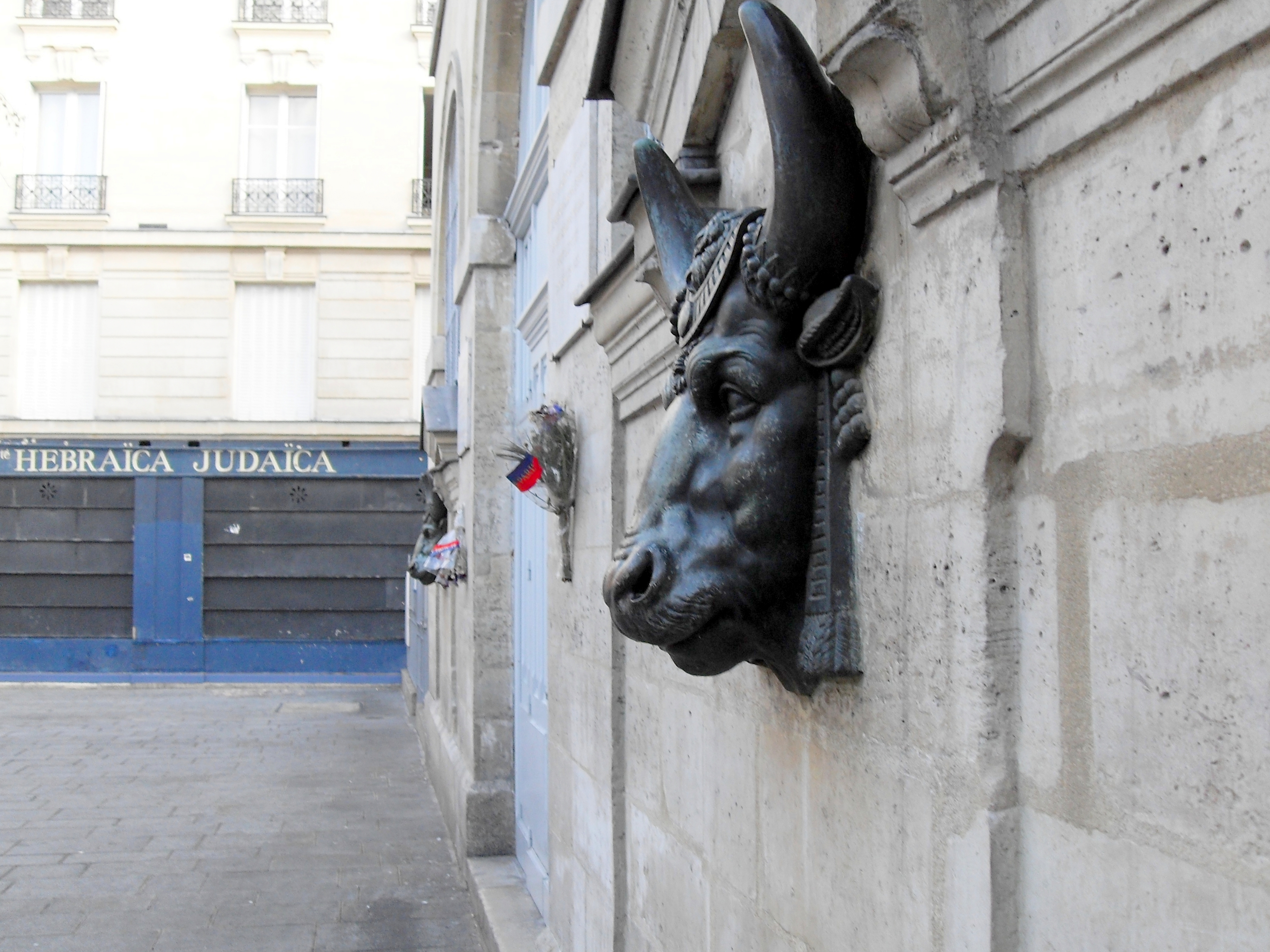